# Vouvray
Vouvray ist eine französische Gemeinde mit 3397 Einwohnern (Stand 1. Januar 2022) im Département Indre-et-Loire in der Region Centre-Val de Loire. Sie gehört zum Arrondissement Tours und zum Kanton Vouvray.

## Geographie
Vouvray liegt im Tal der Loire im Herzen der Touraine am nördlichen Ufer der Loire, zehn Kilometer östlich von Tours, an dessen Gemeindegebiet die Gemeinde grenzt, und 14 Kilometer westlich von Amboise. Im Gemeindegebiet von Vouvray fließt die Cisse in die Loire.

## Bevölkerungsentwicklung
| Jahr                       | 1962 | 1968 | 1975 | 1982 | 1990 | 1999 | 2011 | 2018 |
| Einwohner                  | 2753 | 2725 | 2606 | 2469 | 2933 | 3046 | 3062 | 3254 |
| Quellen: Cassini und INSEE |      |      |      |      |      |      |      |      |

## Weinbaugebiet Vouvray
Vouvray ist bekannt für seinen Weinbau, vor allem mit der hochwertigen Rebsorte Chenin Blanc. Sehenswert in der Umgebung sind die in den Außenkehren der Loire steilen Flusshänge, in die zum Teil Höhlen gebaut sind, zum Lagern von Wein, oder auch heute teils noch zu Wohnzwecken. Der Weinbau ist seit dem 5. Jahrhundert dokumentiert und hängt eng mit Martin von Tours sowie dem Erzbistum Tours zusammen.
Das in der Touraine gelegene 2040 Hektar große Weinbaugebiet Vouvray genießt seit dem 8. Dezember 1936 den Status einer Appellation d’Origine Contrôlée (AOC) – somit bereits seit dem Gründungsjahr des INAO. Es werden trockene, halbtrockene und süße Weißweine sowie Schaumweine ausgebaut. Zugelassen sind für die Appellation Vouvray ausschließlich die Rebsorten Chenin Blanc (die hier teilweise auch Pineau de Loire genannt wird). Daneben werden weitere Sorten in  kleinsten Mengen (beispielsweise Arbois) angebaut, die allerdings unter der Appellation Touraine vermarktet werden müssen. Die Weißweine können in guten Jahren bis zu 20 Jahre gelagert werden. Die Trinktemperatur liegt bei 8–12 °C. Die Schaumweine dagegen sind für den schnellen Verbrauch gedacht und werden bei 8–10 °C genossen.
Im Jahr 1999 wurden 926 Hektar für den Weißwein und 1168 Hektar für den Schaumwein deklariert. Beim Schaumwein wird zwischen den Qualitäten Vouvray pétillant mit einem Flaschendruck von 1–2,5 bar sowie dem Vouvray mousseux mit einem Flaschendruck von mindestens 3,5 bar unterschieden.
Das Weinbaugebiet schließt die Gemeinden Chançay, Noizay, Parçay-Meslay, Reugny, Rochecorbon, Tours-Sainte-Radegonde, Vernou-sur-Brenne und Vouvray ein und liegt somit im Département Indre-et-Loire. Das Gebiet liegt ca. 10 km flussaufwärts von Tours entfernt auf der orografisch rechten Seite der Loire und der Cisse (einem Nebenfluss der Loire). Auf der gegenüberliegenden Seite der Loire schließt sich das Weinbaugebiet Montlouis-sur-Loire an.
Siehe auch den Artikel Loire (Weinbaugebiet).

## Gemeindepartnerschaft
Eine internationale Partnerschaft auf kommunaler Ebene besteht seit dem 10. September 1992 mit dem Markt Randersacker in Unterfranken (Bayern).